# بيرشير
بيرشير (بالإنجليزية: BearShare)‏ هو تطبيق لمشاركة الملفات بنظام ندٍّ لند من برمجة وتطوير شركة فري بيرز إنكوايرر (بالإنجليزية: Free Peers Inc)‏ يعملُ على نظام مايكروسوفت ويندوز. التطييق هو النسخة الأساس لتطبيق آي ميش المطوّر سلفًا من شركة ميوزك لاب إل إل سي (بالإنجليزية: MusicLab LLC)‏ مع إضافة ميزات وخواص أخرى على غِرار خدمة الاشتراك في الموسيقى.

## التاريخ
صدر تطبيق بيرشير في الرابع من كانون الأول/ديسمبر 2000 كتطبيقٍ لمشاركة الملفات من ندٍ لند. يستندُ التطبيق إلى جنوتيلا مع ميزات مبتكرة نمت في النهاية لتشمل آي آر سي وهي مكتبةٌ مجانيةٌ من البرامج والوسائط وصفحات المساعدة ومنتدى الدعم. لقد شكّلت هذه المكتبة النواة الأولى لبيرشير – وكانت المكتبة تُعرف باسمِ بيرشير حينها – خاصّة بعدما شملت المكتبة مُشغّل وسائط ونافذة لتنظيمِ مجموعة وسائط المستخدم.
بعد قرار المحكمة العليا في الولايات المتحدة يوم 27 حزيران/يونيو 2005 بشأن قضية شركة إم جي إم ستوديوز إنكوايرر ضد شركة جروكستر إل تي دي بخصوص انتهاك حقوق النشر والتأليف، أُغلقت منتديات الدعم في بيرشير بشكلٍ مفاجئٍ وذلك أثناء المفاوضات لتسوية دعوى قضائية وشيكة مع رابطة صناعة التسجيلات الأمريكية.
أنشأ مُشرف الموقع ومسؤول المنتدى موقعًا جديدًا تحتَ اسمِ تيك نوتوبيا (بالإنجليزية: Technutopia)‏ حيثُ واصل نفس فريق الدعم – في الموقع المُغلَق – دعم إصدارات نوتيلا من هناك، ثمّ أُزيلت بعد بضعة أشهر نافذة المجتمع غير المستعملة من بيرشير 5.1. وافقت شركة فري بيرز – مالكة التطبيق – في الرابع من أيّار/مايو 2006 على نقل جميع أصولها المتعلقة ببيرشير إلى شركة ميوزك لاب (الشركة مبرمجة تطبيق آي ميش منافس بيرشير في وقتٍ ما)، مستخدمةً مبلغ الـ 30 مليون دولار الذي حصلت عليهِ من هذه الصفقة في تسوية مشاكلها معَ رابطة صناعة التسجيلات الأمريكية.
أصدرت ميوزك لاب في السابع عشر من آب/أغسطس 2006 نسخة معدلة ومحدثة من آي ميش باسم بيرشير 6 والتي كانت متصلة بشبكة آي ميش الخاصة بها بدلاً من جنوتيلا. قدمت النسخة الجديدة من التطبيق عددًا من الميزات كما احترمت حقوق التأليف والنشر هذه المرة حيثُ وضعت فئةً للتنزيلات الموسيقية مدفوعة الأجر بتنسيق واي إم آي الذي تتحكم فيه إدارة الحقوق الرقمية بالإضافة إلى محتوى مجاني بتنسيقات مختلفة وعلى رأسها إم بي 3.
على غرار تطبيق بيرشير القديم، فقد اشتملت النسخة الجديدة منه على مشغل وسائط وميزات مُضمَّنة عبر الإنترنت وشبكة اجتماعيّة صغيرة تُشبه إلى حدٍ ما ما ماي سبيس أو فيسبوك. أضاف التطبيق ميزة التحقق تلقائيًا من المحتوى المجاني الذي يُشاركه المستخدمون باستخدامِ البصمة الصوتية وذلك للتأكّد من أنه لا يمثل انتهاكًا للقانون، كما منعَ التطبيق مشاركة ملفات الفيديو التي يزيد حجمها عن 50 ميجا بايت أو طولها عن 15 دقيقة وهو ما يضمنُ عدم إمكانية توزيع البرامج التلفزيونية والأفلام الطويلة عبر الشبكة. قيَّد التطبيق أيضًا أنواع ملفات الموسيقى والفيديو التي يُمكن مشاركتها مع باقي أفراد المجتمع الافتراضي مستبعدًا بذلك مشاركة الملفات المضغوطة أو القابلة للضغط أو أيّ نوعٍ آخر من صيغ الملفات غير المسموحِ بها.
أصدرت ميوزك لاب في آب/أغسطس 2006 تطبيقًا جديدًا باسمِ بيرفلكس مبنيّ على تطبيق بيرشير الأول، كما أدخلت على الجديد بعض الميزات وحسَّنت من عمليات البحث وتنزيل الصور ومقاطع الفيديو على قِصرها ثمّ أوقفت دعم الإصدار السابق حيث لم يعد متاحًا على مواقع الويب الخاصة بالشركة ومع ذلك فقد ظلَّ قيد الاستخدام على نطاق واسع. اعتبارًا من الثاني عشر من حزيران/يونيو 2016، لم يعد تطبيق بيرشير – بمختلف إصداراته – متاحًا للتنزيل.

## الإصدارات
وزَّعت الشركة المطورة والمبرمجة لتطبيق بيرشير ثلاثة أنواعٍ أو نسخٍ من البرنامج: نسخة مجانيّة، ونسخة عادية ثمّ نسخة مدفوعة. كان للنسخة المجانية ميزات أفضل وأعلى من النسخة العادية لكنها كانت تحتوي على بعض البرامج الإعلانية، أما النسخة المدفوعة فكانت أفضلُ من النسختين المجانية والعادية ولكنها تُكلِّفُ 24 دولارًا أمريكيًا. تراوحت أرقام الإصدارات في هذه النسخة من 1.0 إلى 5.2.5.9، وعلى الرغم من افتقارها لدعمِ شركة ميوزك لاب فإنها لاقت انتشارًا واسعًا خاصّة الإصدارات من 4.7 إلى 5.2.5.6.
يَميلُ من يُوصفون بعشاق المدرسة القديمة إلى تفضيل آخر إصدارات بيتا والحديث هنا عن إصدار 5.1.0 نظرًا لعدم احتواء هذا الإصدار على برامج إعلانية فضلًا عن ضمّه لخصائص وميزات مشابهة للنسختينِ العادية وحتى المدفوعة ولم يتمتع أي إصدارٍ آخر من إصدارات التطبيق المجانيّة بكلّ هذه الإمكانية. كان أحدثُ إصدارٍ من التطبيق هو بيرشير 10 وقد كان متاحًا للتنزيل المجاني من موقع الدعم الخاص بالشركة. كان يُمكن الحصول على النسخة المدفوعة من التطبيق عبر الاشتراك لمدة ستة أو اثني عشر شهرًا، ويتطلَّبُ الحصول على هذه النسخة ومزايا أخرى مدمجة بها اشتراكًا شهريًا بقيمة 9.95 دولارًا. كان يُمكن للعملاء في كندا والولايات المتحدة اختيار اشتراك بيرشير تو جو الشهري (بالإنجليزية: BearShare)‏ بقيمة 14.95 دولارًا وهو الاشتراك الذي يسمحُ بتنزيل الموسيقى على مشغلات الموسيقى المحمولة.